# Smerillo
Smerillo település Olaszországban, Marche régióban, Fermo megyében. Lakosainak száma 333 fő (2023. január 1.). Smerillo Amandola, Montefalcone Appennino és Monte San Martino községekkel határos.

## Népesség
A település lakossága az elmúlt években az alábbi módon változott:
| Lakosok száma | 366  | 355  | 333  |
|               | 2017 | 2018 | 2023 |